# توزيع باريتو
في نظرية الاحتمالات والإحصاء، توزيع باريتو (بالإنجليزية: Pareto distribution)‏ توزيع احتمالي مستمر سمي تيمنا باسم الاقتصادي الإيطالي فيلفريدو باريتو. ويسمى خارج الأوساط الاقتصادية باسم توزيع برادفورد.

## الخواص

### دالة الكثافة
يقال أن لمتغير لعشوائي ما أنه يتبع توزيع باريتو إذا كانت دالة كثافته تعطى بالشكل التالي:
{\displaystyle \Pr(X>x)={\begin{cases}\left({\frac {x_{\mathrm {m} }}{x}}\right)^{\alpha }&{\text{for }}x\geq x_{\mathrm {m} },\\1&{\text{for }}x<x_{\mathrm {m} }.\end{cases}}}
وهي تقيس احتمال أن يكون المتغير العشوائي X أكبر من قيمة معينة x. mxm أقل قيمة يمكن أن يأخذها المتغير العشوائي X وهي بالضرورة قيمة موجبة.

### دالة التوزيع
دالة التوزيع التراكمي لمتغير عشوائي يتبع توزيع باريتو ذا α وxm تعطى بالشكل التالي:
{\displaystyle F_{X}(x)={\begin{cases}1-\left({\frac {x_{\mathrm {m} }}{x}}\right)^{\alpha }&{\text{for }}x\geq x_{\mathrm {m} },\\0&{\text{for }}x<x_{\mathrm {m} }.\end{cases}}}
وبما أن xm هي أقل قيمة ممكنة للمتغير العشوائي X. فإن احتمالية أن تكون قيمة المتغير العشوائي أقل xm تساوي صفر كما هو مبين في الرسمة البيانية ودالة التوزيع.